# زمین‌لرزه ۱۹۴۶ پرو
زمین‌لرزه پرو  در تاریخ ۱۰ نوامبر ۱۹۴۶ میلادی، برابر با ‎۱۹ آبان ۱۳۲۵، ساعت ۱۷:۴۲:۵۳ به زمان یوتی‌سی در پرو رخ داد. بزرگی آن ۶٫۸ در مقیاس Mw اعلام شده‌است. زمین‌لرزه به وقت محلی در روز یکشنبه، ساعت ۱۲ روی داده و منطقه زمانی آن یوتی‌سی -۵ بوده‌است .
سازمان زمین‌شناسی آمریکا نیز جای این زمین‌لرزه را در مختصات ۸°۳۰′جنوبی ۷۷°۳۰′غربی / ۸٫۵°جنوبی ۷۷٫۵°غربی و بزرگی آنرا برابر با ۷٫۳ در مقیاس ریشتر اعلام کرده‌است. ژرفای گزارش شده از سوی این سازمان ۱۲ کیلومتر می‌باشد.
شمار کشتگان زلزله حدود ۱۴۰۰ نفر بوده‌است.